# Ciudad Guayana
Ciudad Guayana je město ve Venezuele. Má kolem 900 000 obyvatel a leží ve státě Bolívar na soutoku řek Caroní a Orinoko 680 km jihovýchodně od Caracasu. Město vzniklo 2. července 1961 spojením částí San Félix, Puerto Ordaz, Alta Vista, Unare, Cambalache a Matanzas, původně neslo název Santo Tomé de Guayana. Moderní zástavba vznikla podle urbanistického plánu oddělujícího obytné, průmyslové a obchodní čtvrti a táhne se podél Orinoka v délce 40 kilometrů.
Ve městě sídlí firma Corporación Venezolana de Guayana, zaměřená na využívání nerostného bohatství okolního regionu (železná ruda, bauxit, zlato a diamanty). Ciudad Guayana je centrem kovozpracujícího průmyslu, papírenství a energetiky (nedaleko se nachází vodní elektrárna Guri, která je největší ve Venezuele), má také letiště a říční přístav. Je nejrychleji rostoucím městem Venezuely: počet obyvatel vzrostl z 60 000 v roce 1965 na 900 874 v roce 2019. Přes Orinoko byl ve městě v roce 2006 postaven most Puente Orinoquia. Významnou turistickou atrakcí jsou vodopády Llovizna. Na místním stadionu Polideportivo Cachamay se hrály zápasy fotbalového turnaje Copa América 2007.